# Diga di Akkaya
La diga di Akkaya è una diga della Turchia che si trova nella provincia di Niğde. Serve per l'irrigazione.